# Tsumeb
Tsumeb è una città della Namibia settentrionale, capitale della regione di Oshikoto. Viene definita la "porta del nord", ed è la città più vicina al Parco nazionale d'Etosha, uno dei parchi naturali più importanti di tutta l'Africa.
Il nome Tsumeb viene pronunciato "sumeb" o, in alcuni casi, "ciumeb", forma probabilmente più vicina alla denominazione originale del luogo. Le origini del nome sono comunque incerte; si ritiene che si tratti di una parola in lingua nama che significa "luogo del muschio" o "luogo delle rane".

## Storia
Il primo insediamento di Tsumeb fu costruito dai coloni tedeschi nel 1905; a quell'epoca, la regione dell'odierna Namibia costituiva la colonia dell'Africa Tedesca del Sud-Ovest. Il luogo interessava ai tedeschi soprattutto per le grandi quantità di minerali disponibili nella zona. Ancora oggi, Tsumeb è molto nota ai collezionisti di minerali; nei dintorni se ne trovano circa 243 tipi diversi, molti dei quali rari o unici (per esempio la feinglosite, la leiteite e la ludlockite). Durante il periodo coloniale tedesco, le miniere di Tsumeb furono gestite della Otavi Minen und Eisenbahn Gesellschaft (OMEG). La città, come il resto della Namibia, passò sotto il controllo del Sudafrica nel 1914.

## Mineralogia
Le miniere di rame di Tsumeb sono note per il numero di specie mineralogiche scoperte, tanto che per oltre sessanta di esse è definita come località tipo:
- Andyrobertsite
- Arsenbrackebuschite
- Arsendescloizite
- Arsenohopeite
- Arsentsumebite
- Bartelkeite
- Biehlite
- Brunogeierite
- Calcioandyrobertsite
- Chudobaite
- Davidlloydite
- Duftite
- Ekatite
- Eyselite
- Fahleite
- Feinglosite
- Ferrilotharmeyerite
- Fleischerite
- Gaitite
- Gallobeudantite
- Gebhardite
- Gerdtremmelite
- Germanite
- Helmutwinklerite
- Hermannroseite
- Ianbruceite
- Itoite
- Jamesite
- Johillerite
- Kegelite
- Keyite
- Koritnigite
- Krieselite
- Leiteite
- Ludlockite
- Lukrahnite
- Mathewrogersite
- Minrecordite
- Molibdofornacite
- O'Danielite
- Otavite
- Otjisumeite
- Ovamboite
- Plumboselite
- Plumbotsumite
- Prosperite
- Queitite
- Reinerite
- Schaurteite
- Schneiderhöhnite
- Schultenite
- Sewardite
- Sidpietersite
- Söhngeite
- Stibioclaudetite
- Stottite
- Stranskiite
- Thometzekite
- Tsumcorite
- Tsumebite
- Tsumgallite
- Warikahnite
- Wilhelmkleinite
- Zincgartrellite
- Zincrosasite
- Zincroselite

## Luoghi di interesse

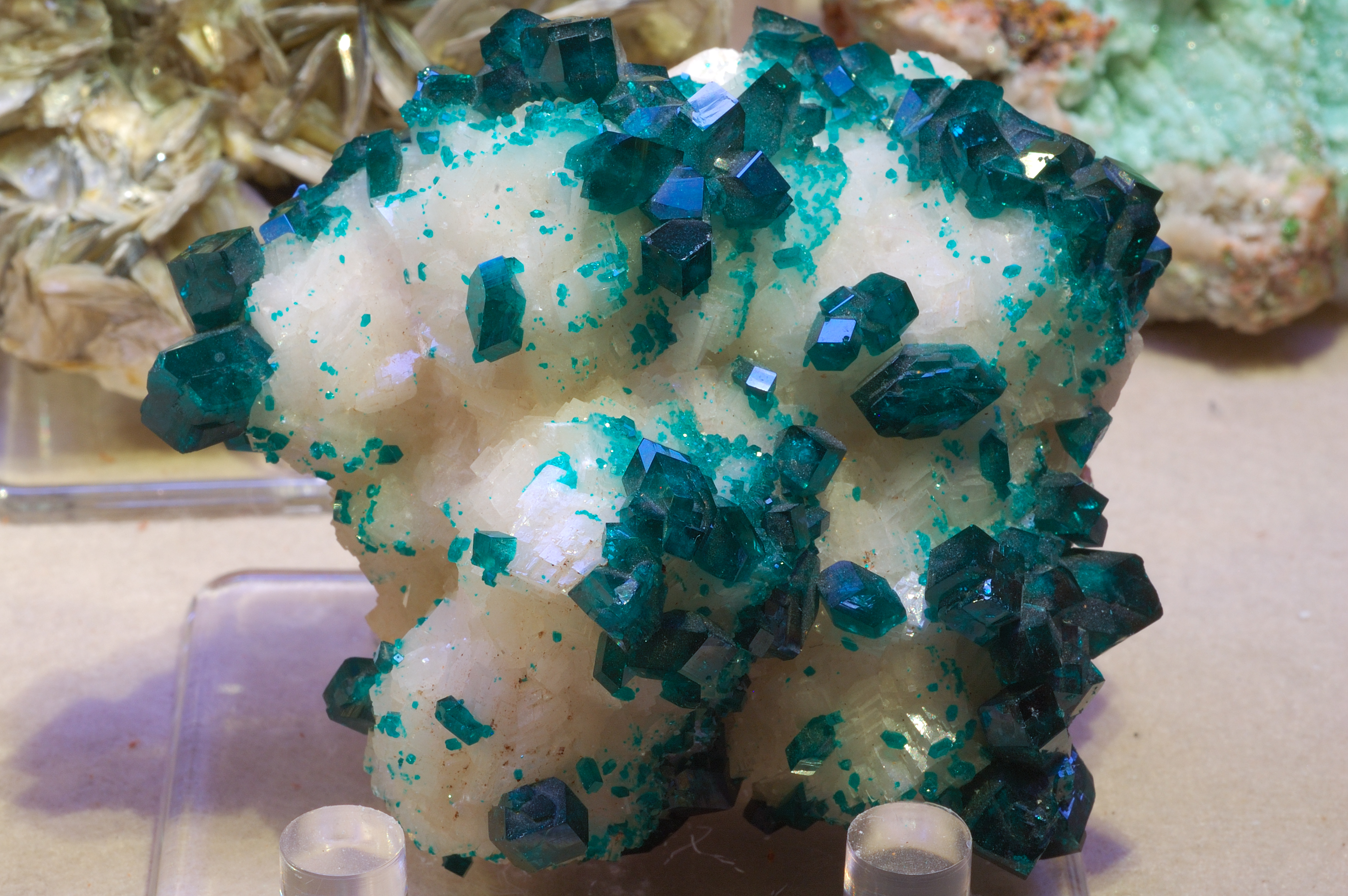
Dioptasio proveniente dalla miniera di Tsumeb

Oltre che per la vicinanza al parco nazionale d'Etosha, Tsumeb è nota per diversi altri luoghi di interesse naturalistico situati nelle immediate vicinanze. Vicino a Tsumeb si trovano due laghi, l'Otjikoto e il Guinas. Il secondo è leggermente più vasto e ha un diametro di 500 m. I laghi sono stati esplorati a più riprese, ma la loro profondità massima è ancora ignota perché il fondo, in alcuni punti, si perde in un sistema di caverne sotterranee. Il Guinas ospita una specie di pesce endemica, la Tilapia guinasana. Sul fondo dell'Otjikoto si trovano armamenti tedeschi dei primi decenni del XX secolo, abbandonati dall'esercito del Kaiser durante la ritirata di fronte all'invasione sudafricana.
A est di Tsumeb, nei pressi della proprietà terriera di Harasib, si trova un lago sotterraneo che viene spesso indicato come il più grande e il più profondo del pianeta. Sempre a est, presso la località di Hoba, giace il più grande meteorite del mondo, un macigno di nickel e ferro del peso di circa 60 tonnellate.

## Infrastrutture e trasporti
Per gran parte del XX secolo la città ha rappresentato l'estremità settentrionale del sistema ferroviario della TransNamib; recentemente, la linea è stata estesa per altri 260 km, fino a Ondangwa. Il governo namibiano sta da tempo considerando l'opportunità di proseguire l'ampliamento fino a raggiungere l'Angola.
Oltre alla ferrovia, Tsumeb è collegata al resto del paese da diverse strade principali, che portano a Ondangwa, Oshikati, Grootfontein, Otavi e Windhoek.

## Geografia fisica

### Clima
Pur trovandosi nella zona dei tropici, Tsumeb è situata in un luogo molto elevato (oltre 1000 m s.l.m.), e presenta inverni molto freddi, con temperature che possono scendere sotto gli 0 °C.

## Amministrazione

### Gemellaggi
- Chesterfield